# Ljubertsy

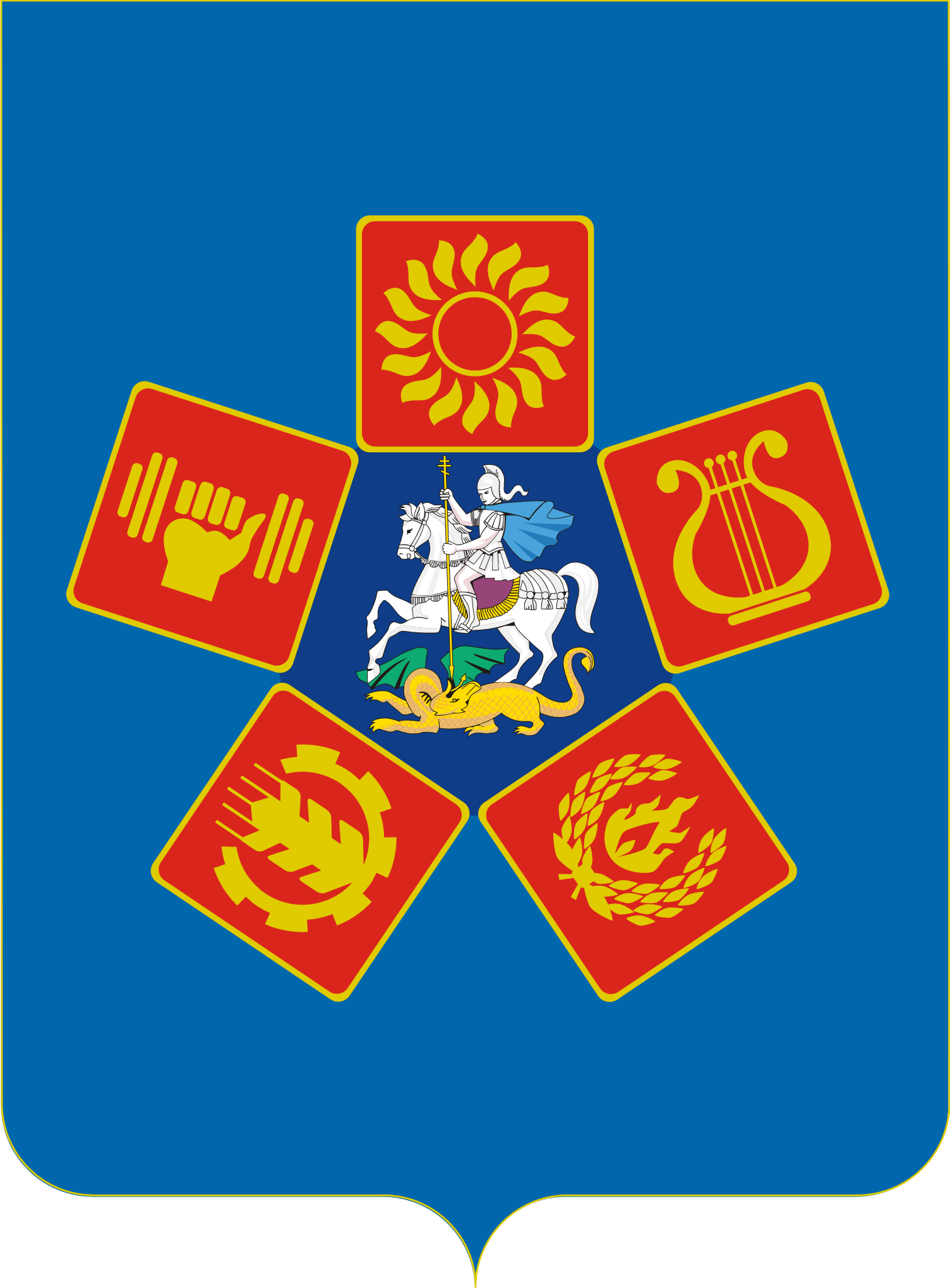
Ljubertsys vapen.

Ljubertsy (ryska Люберцы́) är en stad i Moskva oblast, Ryssland. Folkmängden uppgick till 189 123 invånare i början av 2015. Staden grundades år 1623.[källa behövs]